# Moresnet
Moresnet (en francique ripuaire Moresent, en allemand Alt Moresnet) est un village sur la Gueule, là où les trois frontières des Pays-Bas, de la Belgique et de l'Allemagne se rencontrent. Administrativement il fait partie de la commune de Plombières, dans la province de Liège, en Région wallonne. C'était une commune à part entière avant la fusion des communes de 1977.
On y parle le français et l'allemand, car Moresnet est frontalier de la communauté germanophone.

## Étymologie
La première mention de Moresnet en 1041 est Morismanil, puis Mormanil en 1172.

## Évolution démographique
- Sources : INS, Rem. : 1831 jusqu'en 1970 = recensements, 1976 = nombre d'habitants au 31 décembre.

## Histoire
La commune est issue de la répartition en 1815 en trois parties de la municipalité de Moresnet créée sous l'occupation française : Moresnet, Moresnet neutre et Neu-Moresnet.

## Patrimoine et culture

### Patrimoine architectural
- Un calvaire de grande dimension se trouve à Moresnet-Chapelle.

- Le château d'Alensberg, datant du XVe siècle, classé.

- Le château d'Uilenberg, datant du XIXe siècle.
- Le château de Bempt, de style baroque.
- Les ruines du château de Schimper, comportant les vestiges d'une tour du XIIe siècle.
- L'église Saint-Remi, datant de 1673.
- Le viaduc ferroviaire constitué de tabliers métalliques sur piles en béton armé, fut construit en 1915-1916 et rénové en 2002-2005[1]. D'une longueur totale de 1 107 mètres, il culmine à près de soixante mètres au-dessus de la vallée de la Gueule[2]. Le viaduc est l'un des ouvrages d'art de la ligne ferroviaire reliant la ville d'Aix-la-Chapelle au port d'Anvers.

## Images

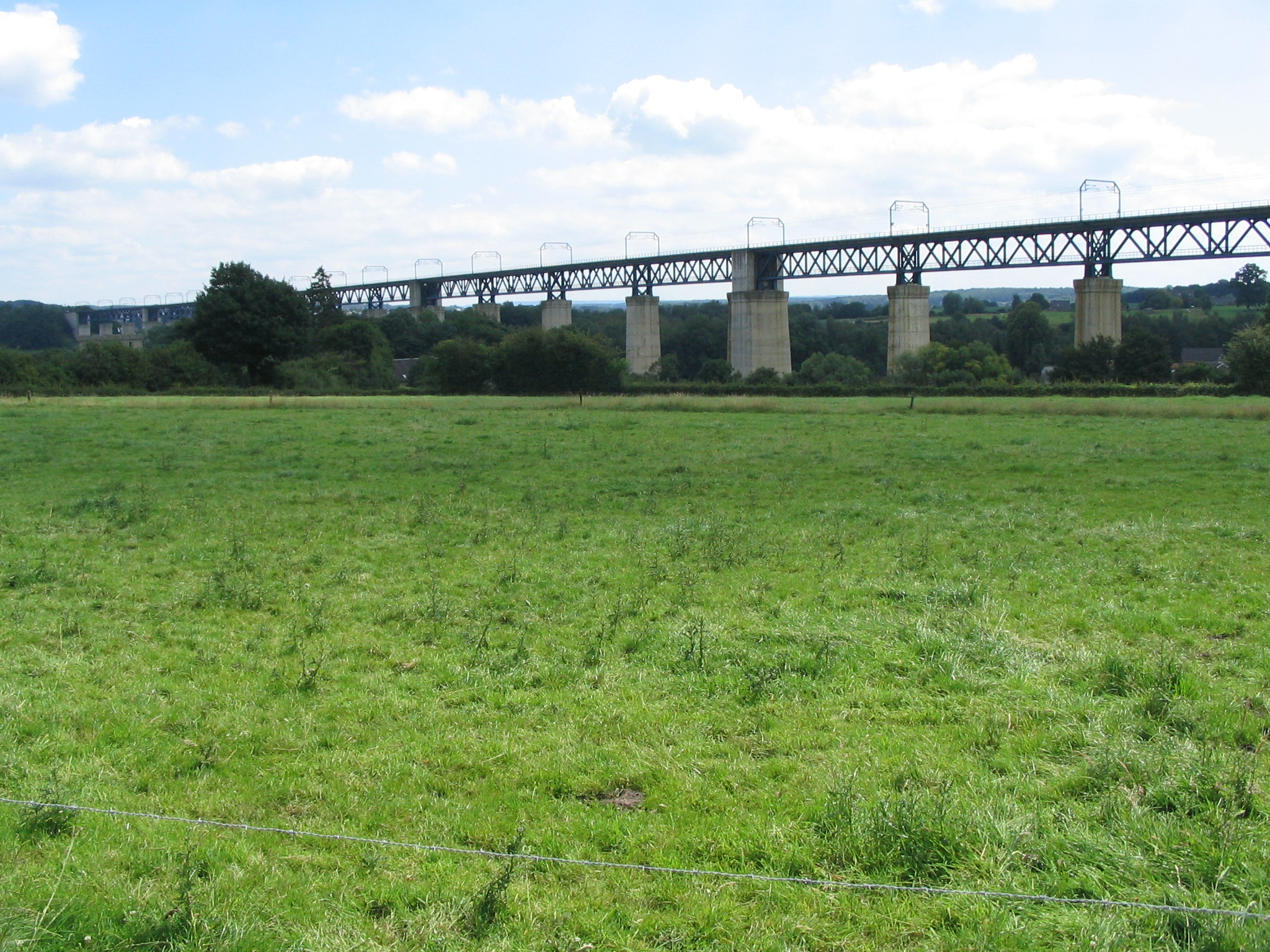
Le viaduc ferroviaire de Moresnet.
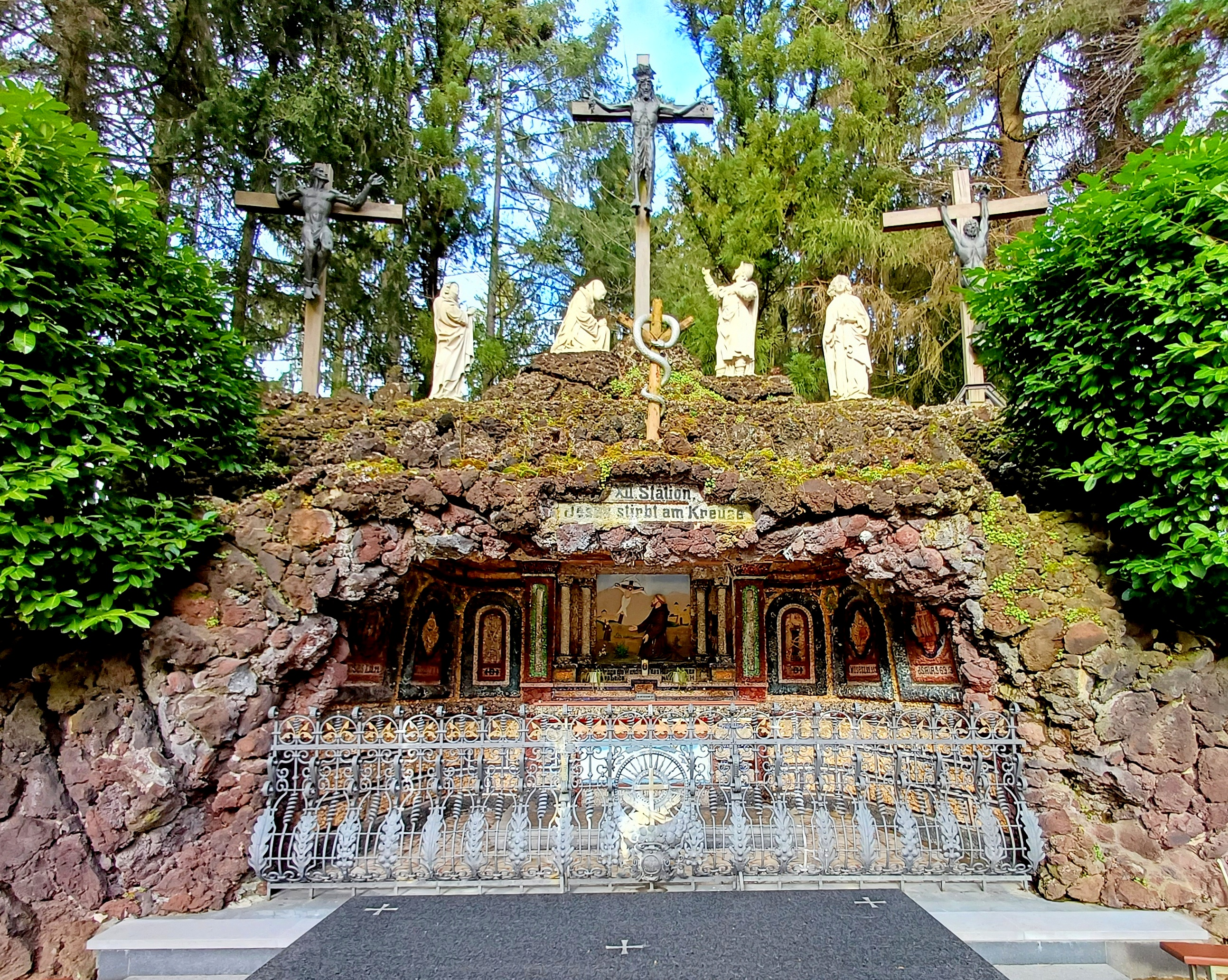
Le calvaire de Moresnet-Chapelle.

## Personnalité
- Luc Frank (1972), homme politique.
- Philippe « Bouli » Lanners (1965), comédien, scénariste, metteur en scène et réalisateur.